# Грэнджер, Дэнни
Дэнни Грэнджер-младший (англ. Danny Granger Jr.; родился 20 апреля 1983 года в Новом Орлеане) — американский профессиональный баскетболист, в последнее время выступавший за команду Национальной баскетбольной ассоциации «Майами Хит». В основном играет на позиции лёгкого форварда, также способен играть роль тяжёлого форварда (играл преимущественно на этой позиции в университете) и атакующего защитника. Грэнджер выступал за команды университетов Брэдли и Нью-Мехико, в 2005 году был выбран на драфте НБА под 17-м номером клубом «Индиана Пэйсерс». В январе 2009 года впервые приглашён на Матч всех звёзд НБА, по итогам сезона 2008/2009 признан самым прогрессирующим игроком.

## Биография

### Школа
Грэнджер родился в Новом Орлеане, вырос в его пригороде, Метайри, учился в школе Грейс-Кинг, имел высокие оценки и четыре года он был лидером школьной баскетбольной команды. В выпускном классе в первенстве школ он набирал в среднем за игру по 24,3 очка, делал 12 подборов и 5,5 блок-шотов. В 2000 году он был номинирован на попадание в символическую сборную лиги школьных команд и был упомянут в числе лучших баскетболистов-школьников в спортивном журнале издательства Street & Smith. В том же году Грэнджер стал финалистом престижной общенациональной премии Wendy’s High School Heisman, вручаемой за достижения в учёбе и спорте.

### Университет
В 2001 году Грэнджер окончил школу и поступил в Университет Брэдли в Иллинойсе. Его специальностью было гражданское строительство. Удачно провёл свой дебютный сезон в университетском баскетболе, играя на позиции форварда за «Брэдли Брэйвз» в конференции Миссури-Валли. По итогам сезона, в котором он набирал в среднем за игру 11 очков и делал 7 подборов, был включён в символическую сборную новичков конференции.
В первом матче второго сезона за Брэдли Грэнджер набрал 29 очков, сделал 20 подборов (из них 11 в нападении) и был признан лучшим игроком недели в студенческом первенстве по версии телеканала ESPN. Всего Дэнни сыграл в 14 матчах, набирая в среднем по 19 очков и делая 8 подборов. В январе 2003 года он перевёлся в университет Нью-Мехико. В последней игре за «Брэдли Брэйвс» Грэнджер установил личный рекорд результативности, набрав 39 очков.
В сезоне 2003/2004 Грэнджер дебютировал в составе университетской команды «Нью-Мехико Лобос», выступавшей в Горной Западной конференции. Он стал настоящим лидером команды, был лучшим её игроком по набираемым в среднем за игру очкам (19,5), подборам (9,0), перехватам (1,32) и блок-шотам (1,41).
Следующий сезон был последним для Грэнджера в университете. Он вновь был лучшим в команде и был признан самым ценным игроком чемпионата конференции. Вместе с партнёрами по команде в сезоне 2004/2005 Дэнни привёл «Лобос» к победе в чемпионате конференции и попаданию в общенациональный чемпионат Национальной ассоциации студенческого спорта. В 2005 году Грэнджер окончил университет Нью-Мехико, за два года учёбы в котором он сыграл 52 игры за «Лобос» и набрал в них 994 очка. Он считается одним из лучших игроков в истории команды.

### НБА
На драфте НБА 2005 года Дэнни Грэнджер был выбран под 17-м номером командой «Индиана Пэйсерс». В руководство «Пэйсерс» входили два человека, тесно связанных с альма-матер Грэнджера — Мел Дэниелс, в своё время выступавший за «Нью-Мехико Лобос», и знаменитый Ларри Бёрд, которого в колледже тренировал Боб Кинг, девять лет бывший главным тренером «Лобос» и выведший команду на серьёзный уровень.
Свой дебютный сезон в НБА Грэнджер начал как дублёр Стивена Джексона и скандального Рона Артеста. В декабре Артест в интервью газете The Indianapolis Star заявил, что хочет перейти в другую команду, за что был оштрафован ассоциацией и отлучён клубом от игр чемпионата. Пока Индиана подыскивала возможность обменять Артеста, Грэнджер играл в стартовой пятёрке. В январе 2006 года на смену Артесту из «Сакраменто Кингз» пришёл сербский специалист по дальним броскам Предраг Стоякович, и Грэнджер вновь стал начинать игру на скамейке. В феврале он вместе с другим новичком «Пэйсерс», литовцем Шаруносом Ясикявичусом, принял участие в матче сборной новичков против сборной второгодок ассоциации. Всего Дэнни сыграл в 78 играх регулярного сезона, из которых 17 он начинал в стартовой пятёрке, набрал в среднем за игру 7,5 очков и сделал 4,9 подборов. По итогам сезона он был включён во вторую символическую сборную новичков.
В межсезонье 2006 года Индиану покинул Предраг Стоякович и вернулся форвард/центровой Эл Харринтон. Тренер «Пэйсерс», Рик Карлайл, в начале сезона решил использовать в стартовой пятёрке трёх форвардов, Грэнджера, Харрингтона и Джермейна О’Нила. После 15 игр стало понятно, что эта схема не приносит результата, и Дэнни вновь стал выходить на площадку со скамейки. 17 января 2007 года в результате обмена с «Голден Стэйт Уорриорз» «Пэйсерс» покинули Харрингтон и Стивен Джексон, а пополнил команду лёгкий форвард Майк Данливи-младший. Грэнджер стал играть с первых минут либо как лёгкий форвард, либо как атакующий защитник. В результате ухода второго и третьего бомбардиров команды (после Джермейна О’Нила) Дэнни получил больше возможностей завершать атаки команды, в результате закончил сезон 2006/2007 с показателем 13,9 очков в среднем за игру.
В сезоне 2007/2008 из-за травм много матчей пропустил многолетний лидер Индианы, Джермейн О’Нил, поэтому функция лидера легла на Дэнни Грэнджера. Он с первых минут выходил во всех 80 играх, в которых принимал участие, и стал лучшим в команде по набранным очкам, в среднем набирая 19,6 за игру.
31 октября 2008 года Грэнджер и «Пэйсерс» заключили новый контракт на 5 лет, по которому игрок получит 60 миллионов долларов. Ларри Бёрд прокомментировал подписание контракта, назвав Грэнджера одним из самых трудолюбивых игроков Индианы, который прогрессирует с каждым сезоном. 12 декабря Дэнни установил личный рекорд результативности, набрав 42 очка в матче с «Детройт Пистонс». Сезон он провёл на очень высоком уровне, в среднем набирая 25,8 очков за игру, и занял 5-е место среди лидеров сезона по очкам в среднем за игру, по итогам сезона был признан самым прогрессирующим игроком. Игра Грэнджера была по достоинству оценена специалистами и он был впервые включён в резерв сборной всех звёзд Восточной конференции на Матч всех звёзд НБА, который прошёл 15 февраля в Финиксе.
20.2.2014 года «Пэйсерс» отправил Грэнджера в «Филадельфия Севенти Сиксерс» на Эвана Тёрнера и Лавоя Аллена. Грэнджер разозлился, что его обменяли и не выступал за «Сиксерс». 27.2.2014 года «Филадельфия» выкупили его контракт. Грэнджер подписал контракт с «Лос-Анджелес Клипперс» до конца 2014 года.
7 июля 2014 года Грэйнджер подписал двухлетний контракт с клубом «Майами Хит» на 4.2 миллионов долларов.

## Статистика

### Статистика в НБА
| Сезон                                                                                    | Команда  | Регулярный сезон | Регулярный сезон | Регулярный сезон | Регулярный сезон | Регулярный сезон | Регулярный сезон | Регулярный сезон | Регулярный сезон | Регулярный сезон | Регулярный сезон | Регулярный сезон | Серия плей-офф | Серия плей-офф | Серия плей-офф | Серия плей-офф | Серия плей-офф | Серия плей-офф | Серия плей-офф | Серия плей-офф | Серия плей-офф | Серия плей-офф | Серия плей-офф |
| Сезон                                                                                    | Команда  | GP               | GS               | MPG              | FG%              | 3P%              | FT%              | RPG              | APG              | SPG              | BPG              | PPG              | GP             | GS             | MPG            | FG%            | 3P%            | FT%            | RPG            | APG            | SPG            | BPG            | PPG            |
| ---------------------------------------------------------------------------------------- | -------- | ---------------- | ---------------- | ---------------- | ---------------- | ---------------- | ---------------- | ---------------- | ---------------- | ---------------- | ---------------- | ---------------- | -------------- | -------------- | -------------- | -------------- | -------------- | -------------- | -------------- | -------------- | -------------- | -------------- | -------------- |
| 2005/06                                                                                  | Индиана  | 78               | 17               | 22,6             | 46,2             | 32,3             | 77,7             | 4,9              | 1,2              | 0,7              | 0,8              | 7,5              | 6              | 3              | 27,0           | 52,9           | 56,3           | 100,0          | 5,2            | 1,7            | 0,7            | 1,2            | 8,2            |
| 2006/07                                                                                  | Индиана  | 82               | 57               | 34,0             | 45,9             | 38,2             | 80,3             | 4,6              | 1,4              | 0,8              | 0,7              | 13,9             | Не участвовал  | Не участвовал  | Не участвовал  | Не участвовал  | Не участвовал  | Не участвовал  | Не участвовал  | Не участвовал  | Не участвовал  | Не участвовал  | Не участвовал  |
| 2007/08                                                                                  | Индиана  | 80               | 80               | 35,9             | 44,6             | 40,4             | 85,2             | 6,1              | 2,1              | 1,2              | 1,1              | 19,6             | Не участвовал  | Не участвовал  | Не участвовал  | Не участвовал  | Не участвовал  | Не участвовал  | Не участвовал  | Не участвовал  | Не участвовал  | Не участвовал  | Не участвовал  |
| 2008/09                                                                                  | Индиана  | 67               | 66               | 36,2             | 44,7             | 40,4             | 87,8             | 5,1              | 2,7              | 1,0              | 1,4              | 25,8             | Не участвовал  | Не участвовал  | Не участвовал  | Не участвовал  | Не участвовал  | Не участвовал  | Не участвовал  | Не участвовал  | Не участвовал  | Не участвовал  | Не участвовал  |
| 2009/10                                                                                  | Индиана  | 62               | 62               | 36,7             | 42,8             | 36,1             | 84,8             | 5,5              | 2,8              | 1,5              | 0,8              | 24,1             | Не участвовал  | Не участвовал  | Не участвовал  | Не участвовал  | Не участвовал  | Не участвовал  | Не участвовал  | Не участвовал  | Не участвовал  | Не участвовал  | Не участвовал  |
| 2010/11                                                                                  | Индиана  | 79               | 79               | 35,0             | 42,5             | 38,6             | 84,8             | 5,4              | 2,6              | 1,1              | 0,8              | 20,5             | 5              | 5              | 36,7           | 47,8           | 34,8           | 87,5           | 5,6            | 3,2            | 1,2            | 0,2            | 21,6           |
| 2011/12                                                                                  | Индиана  | 62               | 62               | 33,3             | 41,6             | 38,1             | 87,3             | 5,0              | 1,8              | 1,0              | 0,6              | 18,7             | 11             | 11             | 38,2           | 39,7           | 35,6           | 82,1           | 5,6            | 2,5            | 0,5            | 0,4            | 17,0           |
| 2012/13                                                                                  | Индиана  | 5                | 0                | 14,7             | 28,6             | 20,0             | 62,5             | 1,8              | 0,6              | 0,4              | 0,2              | 5,4              | Не участвовал  | Не участвовал  | Не участвовал  | Не участвовал  | Не участвовал  | Не участвовал  | Не участвовал  | Не участвовал  | Не участвовал  | Не участвовал  | Не участвовал  |
| 2013/14                                                                                  | Индиана  | 29               | 2                | 22,5             | 35,9             | 33,0             | 96,2             | 3,6              | 1,1              | 0,3              | 0,4              | 8,3              | Не участвовал  | Не участвовал  | Не участвовал  | Не участвовал  | Не участвовал  | Не участвовал  | Не участвовал  | Не участвовал  | Не участвовал  | Не участвовал  | Не участвовал  |
| 2013/14                                                                                  | Клипперс | 12               | 0                | 16,2             | 42,9             | 35,3             | 85,7             | 2,3              | 0,7              | 0,3              | 0,3              | 8,0              | 13             | 0              | 10,3           | 27,5           | 22,7           | 77,8           | 1,5            | 0,2            | 0,5            | 0,1            | 2,6            |
| 2014/15                                                                                  | Майами   | 30               | 6                | 20,4             | 40,1             | 35,7             | 75,7             | 2,7              | 0,6              | 0,4              | 0,2              | 6,3              | Не участвовал  | Не участвовал  | Не участвовал  | Не участвовал  | Не участвовал  | Не участвовал  | Не участвовал  | Не участвовал  | Не участвовал  | Не участвовал  | Не участвовал  |
|                                                                                          | Всего    | 586              | 431              | 31,5             | 43,4             | 38,0             | 84,8             | 4,9              | 1,9              | 1,0              | 0,8              | 16,8             | 35             | 19             | 25,7           | 41,7           | 35,8           | 84,2           | 4,0            | 1,6            | 0,6            | 0,4            | 10,8           |
| Наведите курсор мыши на аббревиатуры в заголовке таблицы, чтобы прочесть их расшифровку. |          |                  |                  |                  |                  |                  |                  |                  |                  |                  |                  |                  |                |                |                |                |                |                |                |                |                |                |                |